# دوري موريشيوس 2015–16
دوري موريشيوس 2015–16 هو موسم من دوري موريشيوس. فاز فيه AS Port-Louis 2000 ‏.